# Radicales K
Radicales K es una expresión aparecida en Argentina en la primera década del siglo XXI para denominar a una serie de agrupaciones y simpatizantes radicales que promueven la conformación de una alianza política con el peronismo kirchnerista y comparten las políticas públicas ejecutadas por los gobiernos de Néstor Kirchner y Cristina Fernández de Kirchner, entre 2003 y 2015. La alianza fue impulsada por la llamada Concertación Plural, una estrategia política impulsada por el kirchnerismo para formar una fuerza política en la que el peronismo concertara las líneas políticas con un amplio espectro de fuerzas políticas. Inicialmente este espacio estuvo integrado por políticos radicales como Julio Cobos, gobernador de la provincia de Mendoza, Gerardo Zamora, quien sería gobernador de la provincia de Santiago del Estero a partir de 2005, y Gustavo López, fundador del Partido de la Concertación FORJA. Otras fuerzas radicales y dirigentes genéricamente denominados como radicales K, son el Movimiento Nacional Alfonsinista liderado por Leopoldo Moreau y Leandro Santoro de la agrupación Los Irrompibles.

## Denominación
La denominación radicales K proviene del hecho de apoyar a Kirchner o a políticos de ideología kirchnerista. También utilizan la denominación de radicales G que el sector se ha autoasignado. Esto proviene del hecho de que la gran mayoría de los dirigentes que integran el sector son radicales que han ganado en las elecciones de sus respectivas provincias y municipios: G de ganar y de gobernar.

## Historia

### Origen
Luego del colapso del gobierno del presidente radical Fernando de la Rúa el 20 de diciembre de 2001, en representación de la Alianza, el radicalismo entró en una aguda crisis como partido nacional. En las elecciones presidenciales de 2003 la fórmula Moreau - Losada de la Unión Cívica Radical obtuvo el 2,34 % de los votos. El resultado fue el peor en la historia del partido.
Simultáneamente, en siete provincias y cientos de municipalidades, la Unión Cívica Radical mantiene su influencia intacta y en algunos casos creciente. Esta dualidad entre un partido débil en cuanto a presencia electoral nacional pero fuerte localmente desencadenó un conflicto entre la mayoría de los gobernadores e intendentes radicales y las autoridades nacionales del partido. Los primeros sostenían una política de concertación con el gobierno del presidente Kirchner, mientras que los segundos proponían una política de oposición frontal.
Los primeros son los que habrán de formar el Movimiento de Recuperación y Reconstrucción Radical para la Concertación (o radicales K).

### Línea interna
El sábado 12 de agosto de 2006 los gobernadores y 183 intendentes radicales de todo el país se reunieron en el Encuentro Federal: el Radicalismo que Gobierna, en donde se fundó una corriente interna llamada Movimiento Federal Radical, proponía el diálogo y la concertación con el gobierno nacional. Allí, Julio Cobos (entonces, gobernador de Mendoza y, más tarde Vicepresidente de la Nación) utilizó en su discurso el término Radicales K por primera vez.
El espacio tenía en ese momento como autoridades una mesa ejecutiva presidida por Julio Cobos y los gobernadores Miguel Saiz (Río Negro) y Arturo Colombi (Corrientes). Además estaba integrado por otros dirigentes como Gustavo López de la Ciudad de Buenos Aires,  Eduardo Brizuela del Moral  (gobernador de Catamarca) y los intendentes Mario Meoni (Junín), Enrique García (Vicente López), Gustavo Posse (San Isidro), Daniel Katz (Mar del Plata),  Horacio Quiroga (Neuquén), Héctor Gutiérrez (Pergamino).
El 25 y 26 de agosto de 2006 la UCR celebró en Rosario la reunión ordinaria de la Convención Nacional sin la presencia de los radicales K. Se produjo así la ruptura con la UCR.
En las elecciones presidenciales de octubre de 2007, la fórmula oficialista estuvo compuesta por Cristina Fernández de Kirchner y el radical K Julio Cobos (exgobernador de Mendoza), resultando ganadora con el 45,25%. Tras estos comicios, Cobos fue expulsado de la UCR.
El 15 de marzo de 2008, en la ciudad de Junín, referentes de este sector político se reunieron para constituir un movimiento interno de la Unión Cívica Radical que denominaron «el Radicalismo en la Concertación».
Allí se constituyó una mesa ejecutiva presidida por el vicepresidente de la Nación, Julio Cobos, y los gobernadores de Río Negro, Miguel Saiz, y de Corrientes, Arturo Colombi, mientras que se designó secretario de Coordinación al ex intendente de Neuquén, Horacio Quiroga.
Luego de un largo debate, confeccionaron un documento titulado: Documento base del debate y fijación del punto de partida para la recuperación y reconstrucción de la UCR. En el mismo hacen una reseña de la historia reciente de Argentina y manifiestan su apoyo a la gestión kirchnerista.

En este contexto, el Gobierno Nacional con fuerte determinación política, implementó un plan heterodoxo que, no sin grandes dificultades iniciales, logró los resultados económicos y sociales esperados. Si se analizan los principales indicadores macroeconómicos entre los años 2003 al 2007, puede apreciarse objetivamente la recuperación económica y social: el aumentó del superávit fiscal y comercial, el significativo aumento de las reservas, el crecimiento del PBI a una tasa anual promedio del 9%, el descenso del desempleo a tasas menores de un dígito, un aumento de la productividad laboral, y una importante recuperación salarial que incrementó el consumo de los hogares y determinó un mayor bienestar general.

También hablan de la Concertación Plural que integran junto a las demás fuerzas políticas que responden al oficialismo.

Por lo tanto, la Concertación no es una operación política de corto plazo destinada solamente a ganar una elección. La Concertación es básicamente la posibilidad de estructurar una coalición estable de fuerzas políticas que den garantía y sustentabilidad al proceso de transformación que llevan adelante los partidos progresistas, que requiere de mucha acumulación de poder político, pues de lo contrario sucumbirán frente a las acciones de intereses económicos globalizados que en muchos casos poseen más poder que los propios estados nacionales.

Además hacían un llamado a la Unión Cívica Radical para lograr un acuerdo político con el oficialismo que permitiese el establecimiento de políticas de estado. Para ello, los radicales K consideraban indispensable que se levantasen las intervenciones a los distritos y se anularan las suspensiones y expulsiones a dirigentes de este sector.

### Crisis en la Concertación Plural
En julio de 2008, Cobos debió desempatar una votación legislativa sobre la ley que ratificaba las retenciones móviles debido a su rol como Presidente de la Cámara de Senadores. A pesar de que el gobierno del cual formaba parte apoyaba el proyecto de ley que contaba con media sanción de la cámara de diputados, Cobos votó en contra.
Luego de esta decisión, la situación entre los radicales K y el justicialismo entró en un momento de tensión con los pedidos de renuncia a varios radicales K que trabajaban en el Gobierno nacional
 y el enfriamiento en la relación con el vicepresidente. El intendente de Pergamino, Héctor Cachi Gutiérrez declaró que «si se pretende que (el radicalismo K) sea furgón de cola, estamos afuera de la Concertación».
Dos meses después de la votación hubo una reunión con 37 intendentes radicales K de la provincia de Córdoba para reinstalar la concertación.
Sin embargo, la Concertación Plural se vio claramente afectada por estos hechos y muchas figuras importantes del radicalismo k decidieron volver a su partido. Esto se agudizó tras las elecciones legislativas de 2009 en las que el oficialismo perdió en los principales distritos. Jorge Pascual, un legislador cercano al gobernador de Río Negro, Miguel Saiz, dijo que desde ese momento en adelante «seguiremos la estrategia de la UCR nacional», marcando una distancia con el Gobierno Nacional.

### Reorganización
Tras la crisis de las elecciones de 2009, una parte de los radicales K decidieron continuar su alianza con el gobierno de Cristina Fernández. Organizados en el Partido de la Concertación FORJA, presidido por Silvia Vázquez. Hasta mediados de 2010 contaban con el apoyo de varios dirigentes de origen radical, entre ellos el gobernador de la provincia de Santiago del Estero, Gerardo Zamora, y el secretario general de la Presidencia, Gustavo López. El mismo fue fundado primero como Partido de la Concertación, para luego agregar en 2010 el término FORJA, haciendo reflotar la denominación de un antiguo espacio político del radicalismo de los años 1950. La sigla FORJA deriva del pasado donde los radicales progresistas se separaron de una UCR de derecha y conservadora para llegar a participar dentro del peronismo al estar identificados con las políticas más populares del partido.
Después de las elecciones de octubre de 2011, varios radicales K se mostraron arrepentidos de haber formado parte de ese espacio político, volcándose nuevamente hacia la UCR opositora. Tal es el caso de Miguel Saiz, exgobernador de Río Negro, quien declarase: «Mi compromiso con la Concertación terminó en diciembre de 2011».
En marzo de 2015, disconforme con la alianza de la UCR con el PRO, el Movimiento Nacional Alfonsinista (MNA) liderado por Leopoldo Moreau se sumó al Frente para la Victoria. Por este motivo, Ernesto Sanz el presidente de la UCR, anunció la expulsión de Moreau del partido.
El profesor Gustavo Melella fue reelecto como intendente de la ciudad de Río Grande en el año 2015, a través del Partido de la Concertación FORJA.

## Frente de Todos
La coalición política electoral denominada como Frente de Todos, que tiene representación y participación en todos los niveles de gobierno, está compuesta, en su mayoría, por peronistas, pero también cuenta con la participación de otros grupos minoritarios vinculados al kirchnerismo. Entre ellos, los Radicales K. Tanto el Movimiento Nacional Alfonsinista, liderado por Leopoldo Moreau, como el Partido de la Concertación FORJA, liderado por Gustavo Fernando López, han participado en las campañas electorales y tienen peso propio en el gobierno de Alberto Fernández. Las figuras más destacadas de este espacio político en el Frente de Todos, son Leandro Santoro y Matías Lammens(legisladores de la Ciudad de Buenos Aires), Gisella Marziotta (diputada de la Nación), Sergio Palazzo (secretario general del gremio La Bancaria), Maurice Closs, Gustavo Melella, Ricardo Alfonsín (ex-embajador argentino en España e hijo de Raúl Alfonsín), y el mismo Moreau.
El expresidente Alberto Fernández ha citado o nombrado al expresidente radical Raúl Alfonsín en múltiples ocasiones, diciendo incluso que él también es "el resultado de Alfonsín". Muchas de las ideas o principios que promovió Alfonsín y sostienen los Radicales K, tienen un importante peso en el pensamiento del presidente Fernández.
De cara a los enfrentamientos internos de la coalición Juntos por el Cambio en 2022, algunos periodistas han acusado al dirigente radical Facundo Manes de ser un "radical kirchnerista infiltrado", por criticar al gobierno de Mauricio Macri y formular declaraciones calificadas como "progresistas" por parte de periodistas como Viviana Canosa o Baby Etchecopar.